# Żebbuġ Rangers
Żebbuġ Rangers FC (ang. Żebbuġ Rangers Football Club) – maltański klub piłkarski z siedzibą w mieście Żebbuġ w środku kraju.

## Historia
Chronologia nazw:
- 1943–...: Żebbuġ Rangers FC

Klub został założony w 1943 roku jako Żebbuġ Rangers FC. Na początku swego istnienia zespół występował w niższych ligach regionalnych. W sezonie 1970/71 debiutował w Premier League. Po dwóch latach w sezonie 1971/72 zajął przedostatnie 9 miejsce i pożegnał się z najwyższą ligą. Po jednym sezonie w 1973 powrócił do elitarnych rozgrywek. W sezonie 1976/77 ponownie zajął przedostatnie 9 miejsce i w barażach z Msida FC (1:1, 2:2, 4:5 w karnych) stracił miejsce w ekstraklasie. W 1979 po raz kolejny powrócił do najwyższej ligi, ale nie utrzymał się w niej. W 1982 i 1989 zespół zaliczył po jednym sezonie w Premier League. W 1999 roku zespół zdobył wicemistrzostwo w Division Two (D3) i wygrał promocję do Maltese First Division, ale szybko spadł ponownie do trzeciej dywizji. W 2006 po barażach spadł do Division Three (D4), ale po sezonie powrócił do trzeciej dywizji. W roku 2013 zdobył mistrzostwo i promocję do First Division, a w następnym sezonie 2013/14 zajął drugie miejsce w pierwszej dywizji i powrócił do Premier League.

## Sukcesy

### Trofea międzynarodowe
Nie uczestniczył w rozgrywkach europejskich (stan na 31-05-2014).

### Trofea krajowe
| \| \| Zdobyte trofea w rozgrywkach Malty (stan na: 31-05-2014) \| |                                                          |      |           |
| Rozgrywki                                                         | Osiągnięcie                                              | Razy | Sezon(y)  |
| Mistrzostwo                                                       | I miejsce                                                | 0    |           |
| Mistrzostwo                                                       | II miejsce                                               | 0    |           |
| Mistrzostwo                                                       | III miejsce                                              | 0    |           |
| Mistrzostwo                                                       | 4 miejsce                                                | 1    | 1976      |
| Puchar                                                            | zdobywca                                                 | 0    |           |
| Puchar                                                            | finalista                                                | 0    |           |
| Puchar                                                            | ćwierćfinalista                                          | ?    | ...       |
| II liga                                                           | I miejsce                                                | ?    | ...       |
| II liga                                                           | II miejsce                                               | ?    | ..., 2014 |
| II liga                                                           | III miejsce                                              | ?    | ...       |
| Malta                                                             | Zdobyte trofea w rozgrywkach Malty (stan na: 31-05-2014) |      |           |

## Stadion
Klub rozgrywa swoje mecze domowe na stadionie Żebbuġ Ground w Żebbuġ, który może pomieścić 1,000 widzów.